# Elisa Herrero Uceda
Elisa Herrero Uceda (Ceclavín, Cáceres, 7 de noviembre – Madrid, 21 de mayo de 2020) doctora, escritora, científica, ingeniera informática, poeta,  y dramaturga. Fue una defensora Comprometida de la naturaleza, la conservación de los saberes tradicionales de la cultura extremeña y su habla.

## Libros publicados
- Extremadura en el corazón. 2011.
- Mi Extremadura, la Cultura Rural. 2012.
- Ceborrincho, relatos extremeños. 2013. Narraciones escritas en  extremeño.
- Mamaeña, relatos extremeños. 2015. Narraciones escritas en extremeño.
- Vive la fiesta del árbol. 2017.

## Actividad científica e investigadora
Elisa es doctora en Biología por la Universidad Autónoma de Madrid. En el Medical Research Council de Cambridge, Inglaterra, analizó la proteína acetilcolinesterasa, un elemento clave para luchar contra el Alzheimer. Ha publicado múltiples artículos en revistas internacionales de investigación sobre neurociencia.
Es también ingeniera en informática por la Universidad Politécnica de Madrid.

## Actividades teatrales
- Mujer árbol, teatro-danza dedicado a las mujeres que han luchado por la defensa de la naturaleza.

Teatro en extremeño.
- Dalí a vara, se entremezclan las faenas campestres con los sentimientos más profundos
- La corrobla, sainete sobre las vivencias y conversaciones cotidianas en un pueblo
- Soy mujer, soy tierra, un alegato contra el sometimiento de la mujer.

## Día de las Letras Extremeñas

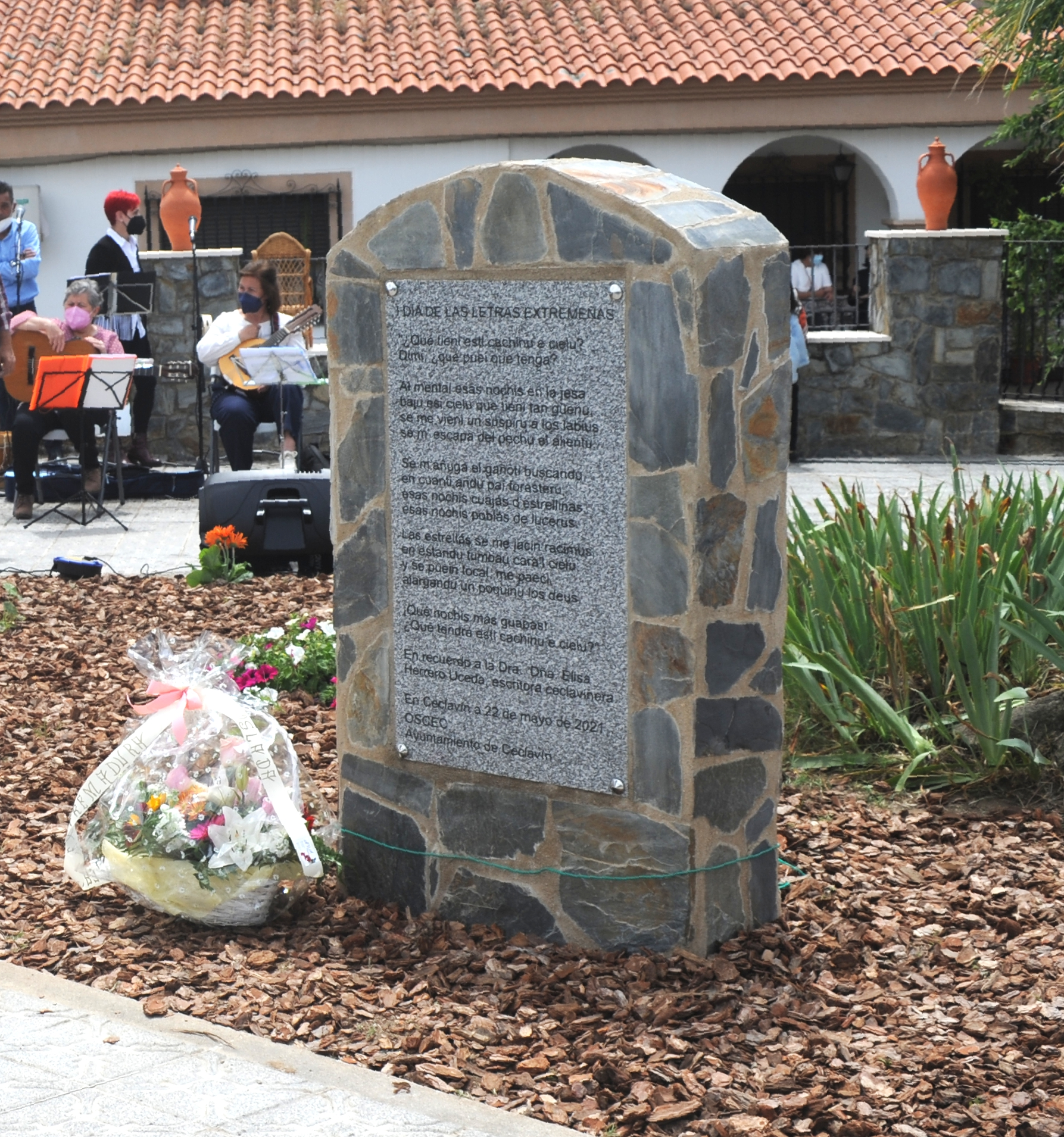
Monumento dedicado al I Día de las Letras Extremeñas con la poesía "Cachinu e ciuelu" de Elisa. Ceclavín

Como homenaje póstumo por su defensa del mundo cultural del extremeño y su habla, la OSCEC con el apoyo de la Junta de Extremadura, las diputaciones y otros organismos extremeños, instituyó en 2020 el Día de las Letras Extremeña. Este día, a semejanza de las celebraciones en Galicia, Canarias y Asturias con sus respectivas lenguas autóctonas, se homenajea a aquellas personas que destaque por su creación literaria en alguna de las lenguas propias extremeñas: el  extremeño, la  fala y el portugués rayano.
La primera edición de este Día se dedicó a Elisa y se celebró en Ceclavín, su pueblo natal, el 22 de mayo de 2020, 1.º aniversario de su fallecimiento. Se organizaron una serie de actividades en torno a la figura de la escritora y se descubrió un monolito con una poesía suya en extremeño que preside una plaza en esta localidad.

## Otros premios y reconocimientos
- Premio "Luis Chamizo de prosa en extremeño". 2012.
- Reconocimiento a la creación. Ateneo de Arroyo de la Luz (Cáceres). 2013.
- Reconocimiento a su trabajo por medio de la divulgación y defensa de la Cultura extremeña. Asociación Cultural Pablo Gonzálvez. Miajadas  (Cáceres). 2014.[7]

En Coslada (Madrid), existe una glorieta dedicada a Extremadura con una encina y una escultura de cigüeñas  que está precedido por un monolito de granito con una poesía de Elisa titulada A la encina extremeña. Todos los años, a finales de marzo se reúne la Casa Regional de Extremadura para realizar una fiesta popular en la que Elisa, hasta su fallecimiento, leía un manifiesto en defensa de la naturaleza y las tradiciones extremeñas.